# WinAntiVirusPro
WinAntiVirusPro（ウィンアンチウィルスプロ）とは、Winsoftwareという架空企業からの偽装セキュリティツールである。ウィルス検知能力は全くなく不正に代金を徴収する。バージョンとして、「WinAntiVirusPro 2006」と「WinAntiVirusPro 2007」があり、日本語版も存在していることが判明している。

## 仕組み
仕組みとしては、インターネットのブラウザでポップアップウインドウでウイルスが見つかった、またはセキュリティの脆弱性が発見されたというでたらめな報告と偽装のスキャン画像・検出結果を表示し、これらを解決するには「WinAntiVirusPro」を購入するしかないとして、購入ページ（不正に代金を徴収するページ）へ飛ばす仕組みとなっている。
「感染される恐れ」「色んな国で広がられています」など日本語の文章がおかしかったり、「セキュリティミッス」「アドヴァンスツール」の意味不明な言葉、誤字脱字も多く見受けられる。
インストールに必要なシステムも書いておらず、繰り返しダウンロードを迫ってくるのが特徴。
このようなソフトは他にもありWinAntiSpyware, WinFixer, ErrorSafe, SpyAxeなどがある。